# داتوم (مجله)
داتوم (به انگلیسی: Datum (magazine)) یک مجله اتریشی حاوی گزارش، و در برگیرنده ویژگی‌های سیاسی و فرهنگی و تحلیل، مقاله و نقد است. این مجله در وین ویرایش و منتشر می‌شود.
داتوم در سال ۲۰۰۴ شروع به کار کرد و اکنون ده بار در سال منتشر می‌شود. اگرچه داستان‌های این مجله بر روی زندگی سیاسی و فرهنگی اتریش متمرکز است، اما داتوم مخاطبان قابل توجهی در خارج از کشور دارد. در سرتاسر کشورهای آلمانی زبان، شهرت داتوم به خاطر روزنامه‌نگاری حول مسائل سیاسی، فرهنگی و اجتماعی، همچنین تصویرسازی و کپی‌برداری و بررسی دقیق واقعیات پیچیده جهانی است.

## تاریخچه
داتوم در مارس ۲۰۰۴ شروع به کار کرد. این مجله توسط نویسنده و روزنامه‌نگار کلاوس استیدر (با نام مستعار جی. ام استیم) و هانس وایرینگر، تاجر و مشاور مالی تأسیس شد. استیدر می‌خواست ماهنامه‌ای پیچیده بر اساس مفاهیم سرمقاله نیویورکر، هفته‌نامه آلمانی دی تسایت و ضمیمه آخر هفته زوددویچه تسایتونگ ایجاد کند و مقالات طولانی با اطلاعات پس زمینه در مورد موضوعات معاصر و تاریخی ارائه دهد. اولین دفتر این مجله در آپارتمان استیدر در یک پروژه عام مسکونی در وین مستقر بود. صرف‌نظر از سال‌های اولیه و گهگاهی مخاطره‌آمیز در این ایام، به زودی خود را به عنوان یک رسانه برجسته برای گزارش‌های غیرداستانی و روزنامه‌نگاری جدی تثبیت کرد.

## تغییر مالکیت
در سال ۲۰۱۰، استیدر سهام خود را در داتوم به شریک خود هانس وایرینگر فروخت و متعاقباً بخش کمتری از سهام به استفان کالتن برونر فروخته شد، وی روزنامه‌نگار و مشاور انتشاراتی این مجله از سال ۲۰۰۸ بود و یک سال بعد جانشین استیدر به عنوان سردبیر مجله معرفی شد. وی در شروع ۲۰۱۳ با شرکت انتشاراتی مدکو صد در صد سهام داتوم را به‌دست‌آورد. در فوریه ۲۰۱۶ مدکو قرارداد انعقاد دارایی را با استفان آپفل، روزنامه‌نگار برنده جوایزی که جزو اولین نسل روزنامه‌نگارانی بود که برای مجله کار می‌کردند، اعلام کرد. آپفل حق چاپ عنوان را برای داتوم و همچنین پایگاه داده مشترکان مجله نیز به دست آورد. او قبلاً در اواخر سال ۲۰۱۵ جانشین کالتن برونر سردبیر مجله شد.

## خوانندگان
داتوم در سراسر کشور خوانده می‌شود و ۸۴ درصد از تیراژ آن در مناطق شهری اتریش (شهرداری‌ها بالای ۵۰۰۰ نفر) است. بر اساس نظرسنجی که توسط استراتژی‌های افکار عمومی پیتر هایجک در سال ۲۰۰۸ انجام شد، اکثریت قریب به اتفاق خوانندگان بین ۲۰ تا ۳۹ سال سن داشتند. متوسط درآمد خانوار خوانندگان داتوم در سال ۲۰۰۸ بین حداقل ۱٫۸۰۰ یورو تا بیش از ۳۰۰۰ یورو بود (متوسط درآمد در اتریش در سال ۲۰۰۸ به میزان ۲/۰۸۸ یورو بود). ۵۸ درصد از خوانندگان آن حداقل یک مدرک دانشگاهی دارند، این در حالی است که ۳۴ درصد دارای دیپلم دبیرستان هستند.